# Kenya földrajza

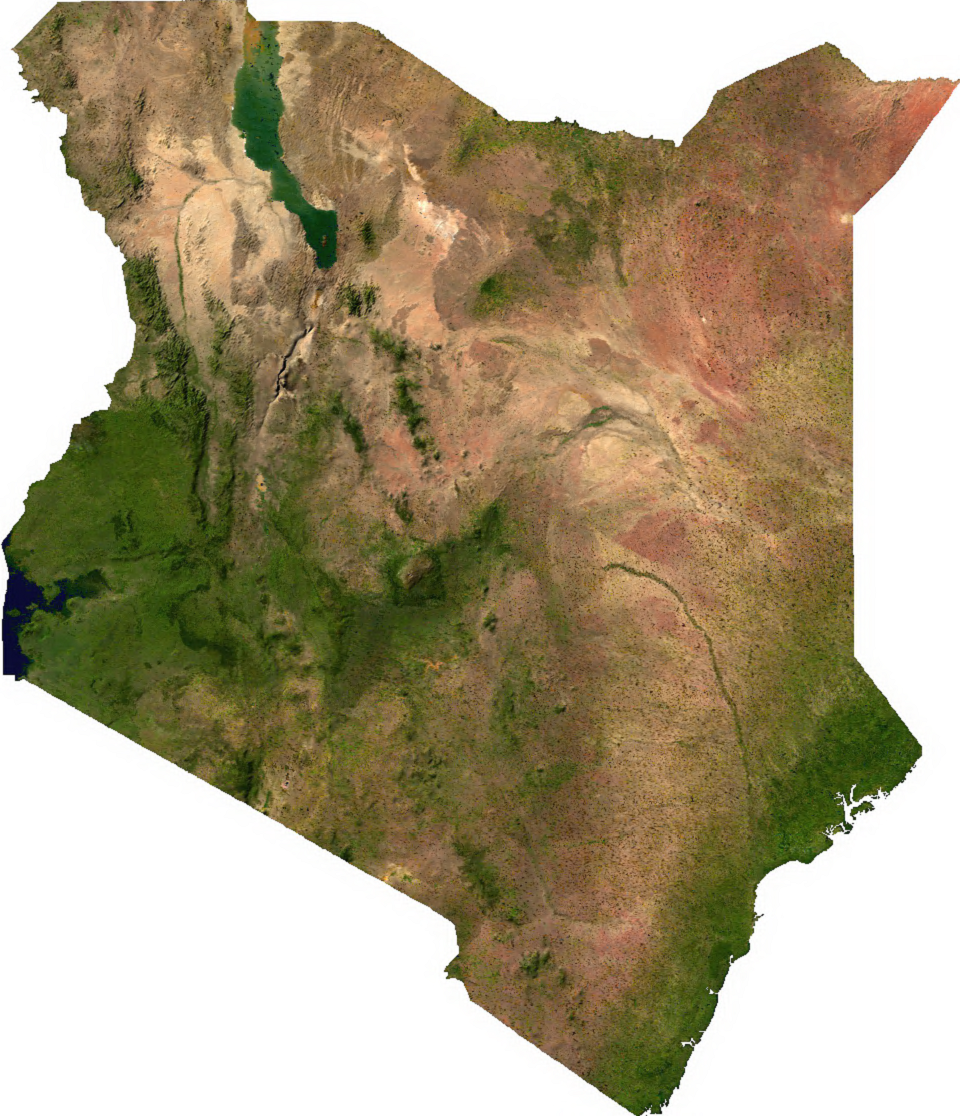
Kenya műholdképe

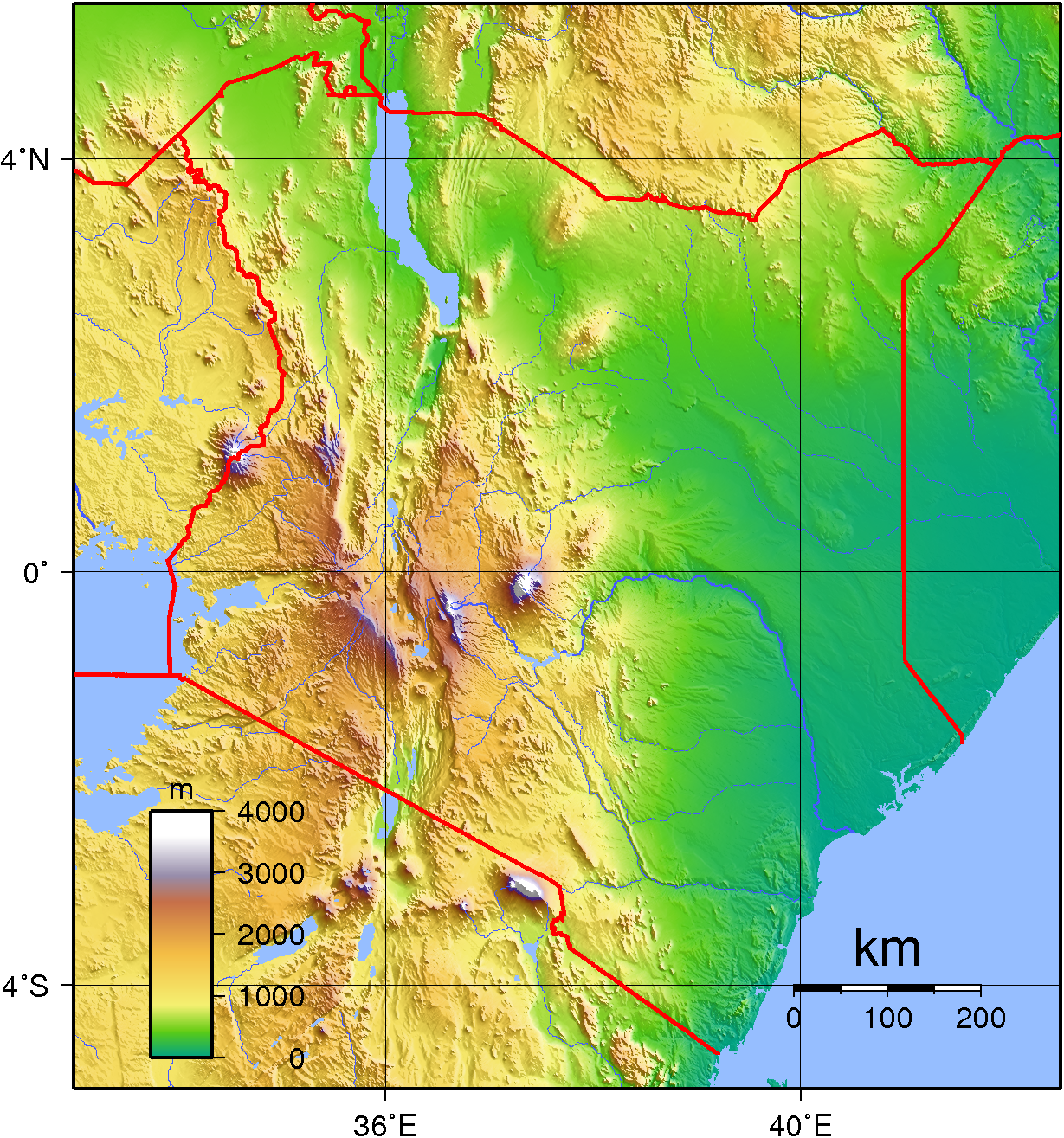
Kenya topográfiai térképe

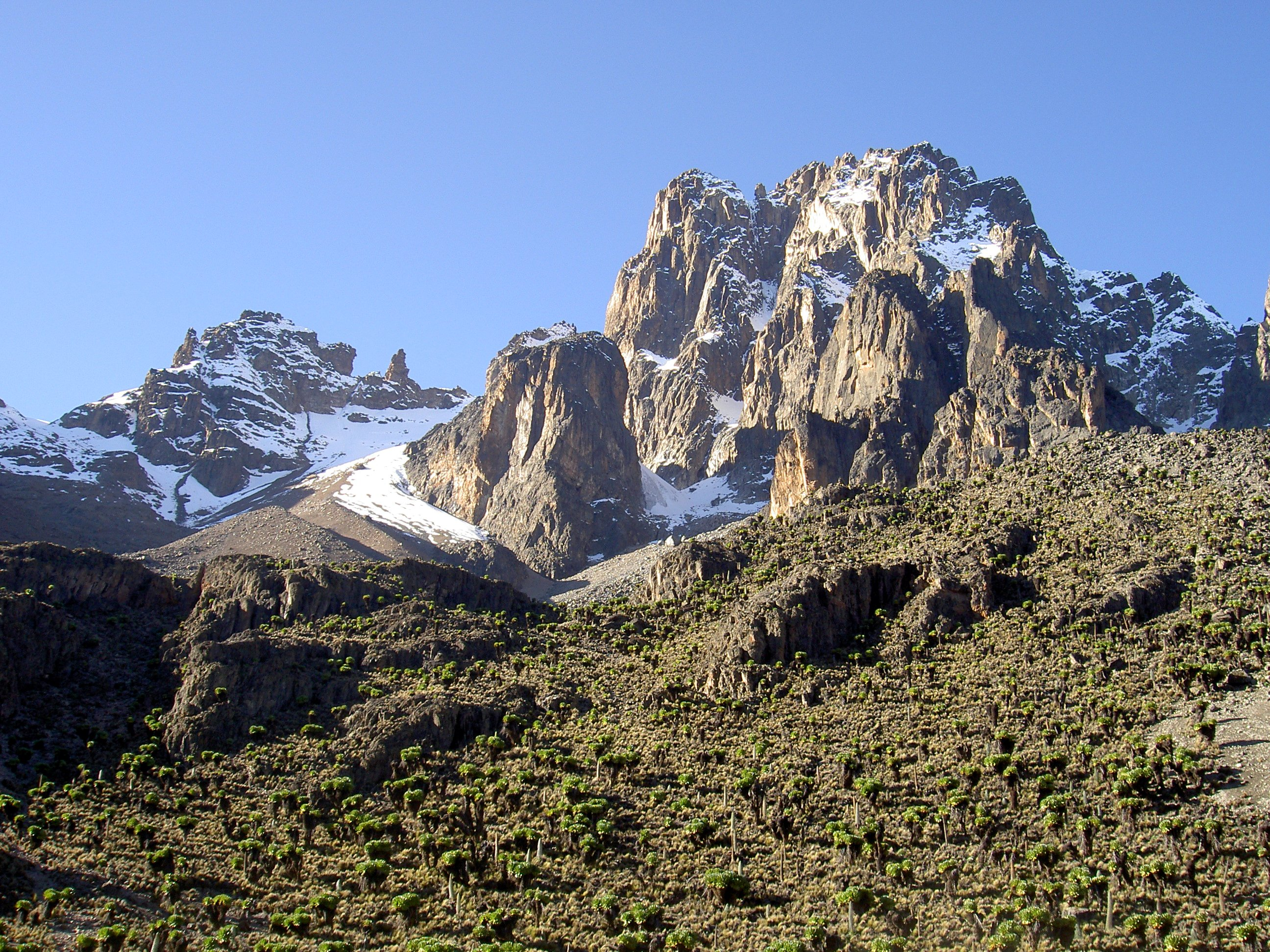
A Kenya-hegy

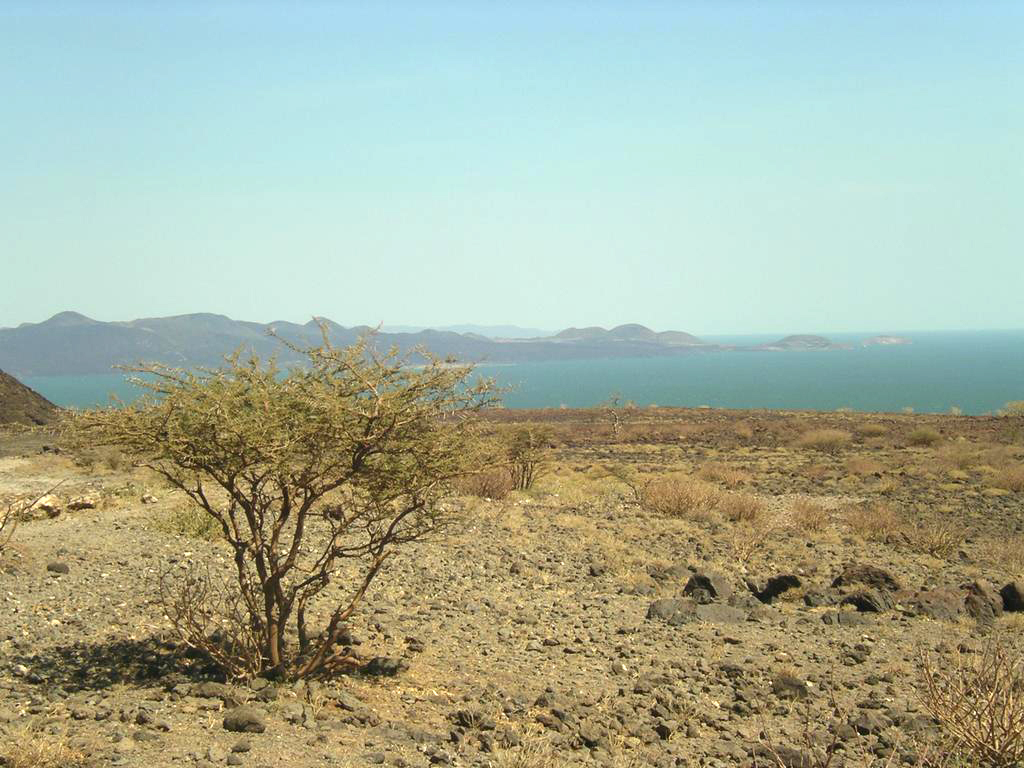
A Turkana-tó

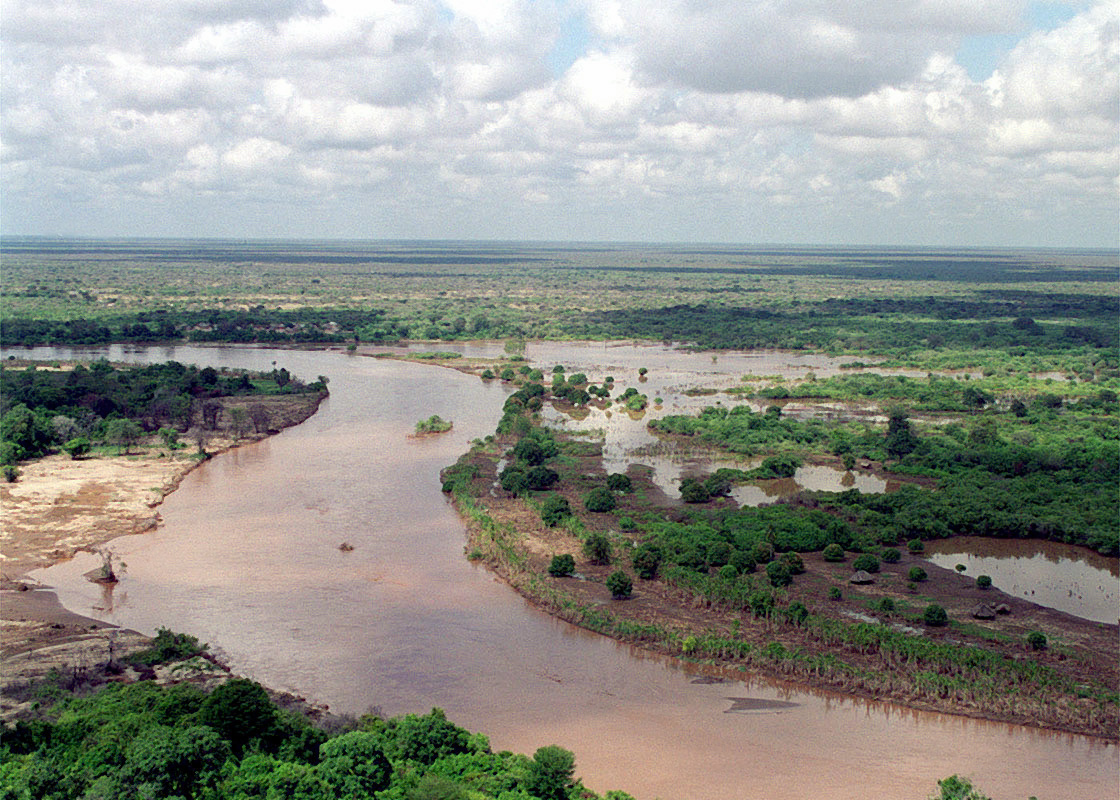
A Tana folyó

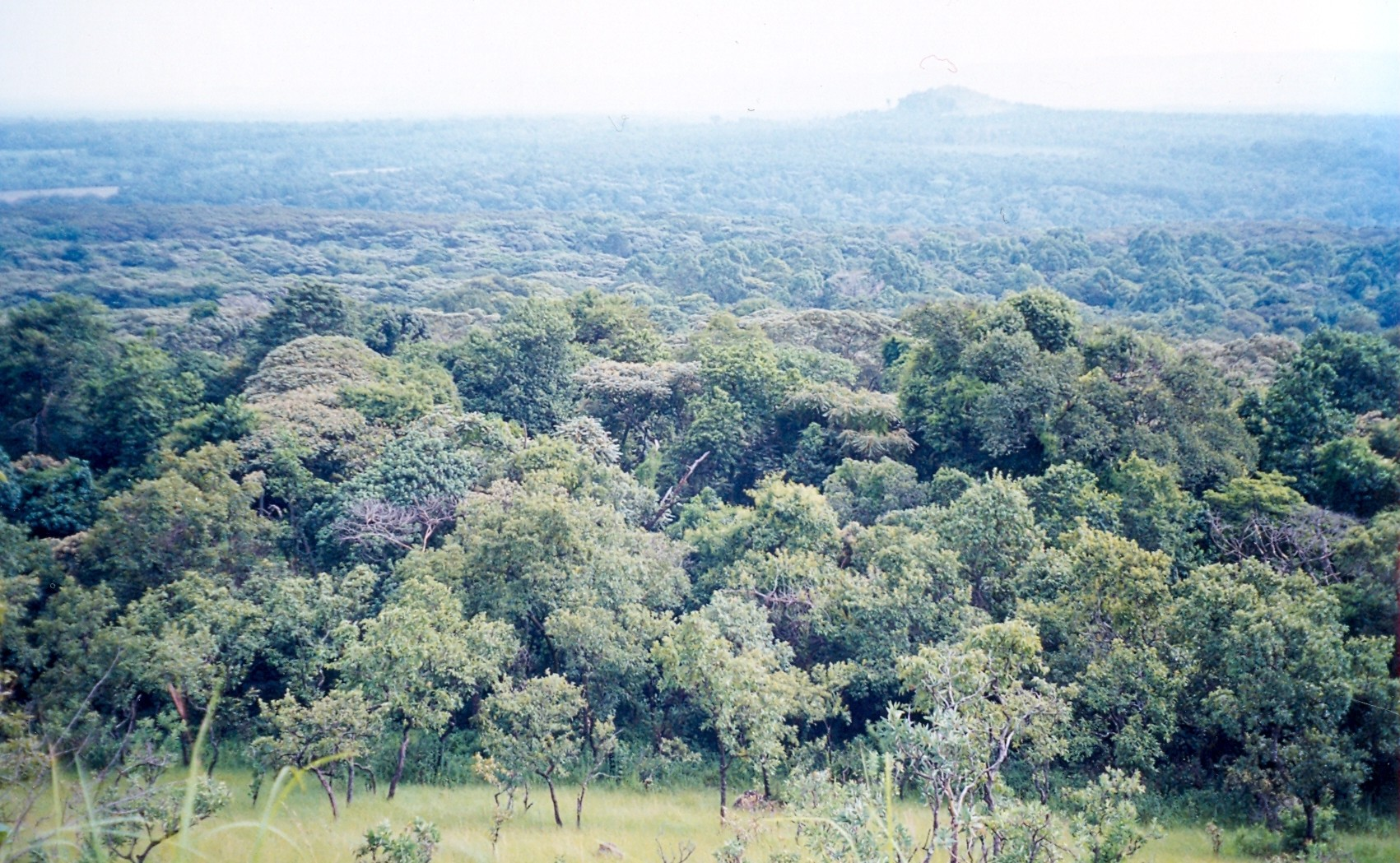
A Kakamenga-erdő

Kenya földrajza elég változatos. Kenya keleti partvidékét az Indiai-óceán határolja, ezen a területen mangrove mocsarak is  találhatók. A szárazföld belsejében a nagy kiterjedésű síkságokat hegyek tagolják. Kenya középső és nyugati részén a világhíres  Hasadék-völgy található, valamint itt  van az ország két legmagasabb hegycsúcsa, a Kenya-hegy és az Elgon-hegy. A Kakamega-erdő nyugat Kenyában Kelet-Afrika  egyik legnagyobb esőerdője. A Kakamengánál is nagyobb a Mau-erdő, amely Afrika keleti részének leghatalmasabb erdősége.

## Földrajza

### Elhelyezkedése
- Kelet-Afrikában, Szomália és Etiópia a két legnagyobb szomszédos ország, további  szomszédai: Tanzánia, Szudán, Uganda.

### Területe
- teljes terület: 580 367 km²
- szárazföldi terület: 569 140 km²
- tavak, folyók területe: 11 227 km²

### Határai
- Teljes határhossz: 3477 km
- Szomszédos országok és határaik km-ben: Etiópia 861 km, Szomália 682 km, Szudán 232 km , Tanzánia 769 km, Uganda 933 km[1]

## Partvidéke
- 536 km hosszban övezi az Indiai-óceán.
- kontinentális talapzat 200 méter mélységig
- kiemelt tengergazdasági terület: 200 tengeri mérföld (370,4 km)

## Geológiája
Nemrég fedezték fel, hogy a területet vulkanizmus és a lemezek tektonikus mozgása hozta létre, így a Hasadék-völgyet is. A törésvonal észak-déli irányban fut egészen a Turkana-tótól a Kenya-hegyig, majd a  Magadi- és Natron-tavak mellett egészen a tanzániai határon fekvő Kilimandzsáróig.
Az ország nyugati részén fekvő – a terület kétharmad részét kitevő – hegyeket pliocén és pleisztocén korban keletkezett vulkanikus kőzetek alkotják. A magasföld északkeleti és déli része füves puszta, sztyepp. Az ország délkeleti részén, Mombasa környékén üledékes kőzetek alakultak ki főleg a késő triász, perm és jura korokban. Az Anza-hasadék egy Ény-DK-i irányú jura korban képződött mélyedés, amely az Indiai-óceán partjától egészen Szudánig halad a Turkana-tó felé. Az Anza-hasadék még a Gondwana (őskontinens) szétdarabolódása idején alakult ki. Az ország északi részén a Chalbi-sivatag köves síkja található a Turkana-tótól keletre. A tótól délre a Teleki Sámuel (utazó) által megtalált és róla elnevezett vulkán fekszik.

## Éghajlata
Kenya éghajlata változatos, vannak helyek ahol hűvösebb és van ahol egészen forró. Az óceán partjánál trópusi. Ez azt jelenti, hogy a csapadékmennyiség és a hőmérséklet is magasabb az év során. Az óceánparti városban, Mombasában, a levegő hol hűvös, hol forró, változékony  naponta. Kenya belső területein, száraz, forró időjárás jellemző. A száraz klíma szinte csapadékmentes, nagyok a hőingadozások.
A magasság fontos tényezője a hőmérséklet változásnak, a magasan fekvő területeken átlagosan 11 °C-kal  hűvösebb az éjszaka a nappali hőmérsékletnél.
A magasan fekvő várok hőingadozása elég magas, így például Nairobi1798m tengerszint feletti magasságon 9,4 és 26,4 Celsius-fok közt mozog az éjszakai és nappali átlaghőmérséklet. Kitaléban, 1825 m magasan 10,6-27,8 Celsius-fok között változik az éjjel-nappali átlaghőmérséklet. A hegyvidéken hűvösek az éjszakák (átlag 10-12 Celsius-fok), ezért vastag ruha agy pokróc sem árt az ott élőknek.
Az alacsonyabban fekvő területek éghajlata magas hőingadozást mutat, például a hűvös reggel után nappalra jobban felmelegszik, majd  újra lehűl éjszakára. Az óceán közelében (Mombasa környéke) kisebb a napi hőingadozás, a nappal kevéssé meleg és éjjelre se hűl le annyira az idő, mint a hegyvidékeken.
A magas hegyeken, mint a Kenya-hegy, Elgon-hegy vagy a Kilimandzsáró, egészen hűvös lehet szinte egész év során. Néha még hó is esik.
| Mombasa időjárási adatai | Mombasa időjárási adatai | Mombasa időjárási adatai | Mombasa időjárási adatai | Mombasa időjárási adatai | Mombasa időjárási adatai | Mombasa időjárási adatai | Mombasa időjárási adatai | Mombasa időjárási adatai | Mombasa időjárási adatai | Mombasa időjárási adatai | Mombasa időjárási adatai | Mombasa időjárási adatai | Mombasa időjárási adatai | Mombasa időjárási adatai | Mombasa időjárási adatai |
| ------------------------ | ------------------------ | ------------------------ | ------------------------ | ------------------------ | ------------------------ | ------------------------ | ------------------------ | ------------------------ | ------------------------ | ------------------------ | ------------------------ | ------------------------ | ------------------------ | ------------------------ | ------------------------ |
| width=1%                 | Statisztika              | Jan                      | Feb                      | Már                      | Ápr                      | Máj                      | Jún                      | Júl                      | Aug                      | Szep                     | Okt                      | Nov                      | Dec                      | Átl                      |                          |
| 0101                     | Átlaghőmérséklet Celsius | 27.6                     | 28.1                     | 28.3                     | 27.6                     | 26.2                     | 24.8                     | 24.0                     | 24.0                     | 24.7                     | 25.7                     | 26.9                     | 27.4                     | 26.27                    |                          |
| 0201                     | legmagasabb Celsius      | 33.2                     | 33.7                     | 33.7                     | 32.5                     | 30.9                     | 29.4                     | 28.7                     | 28.8                     | 29.7                     | 30.5                     | 31.6                     | 32.8                     | 31.29                    |                          |
| 0301                     | legalacsonyabb Celsius   | 22.0                     | 22.5                     | 22.9                     | 22.7                     | 21.6                     | 20.1                     | 19.3                     | 19.3                     | 19.7                     | 20.9                     | 22.1                     | 22.0                     | 21.26                    |                          |
| 0615                     | Csapadék mm              | 33.9                     | 14.0                     | 55.6                     | 154.3                    | 246                      | 88.3                     | 71.8                     | 68.2                     | 67.2                     | 103.4                    | 104.7                    | 75.8                     | 89.39                    |                          |
| 1109                     | Páratartalom Maximum %   | 76.0                     | 76.0                     | 78.0                     | 82.0                     | 85.0                     | 84.0                     | 86.0                     | 85.0                     | 82.0                     | 81.0                     | 80.0                     | 78.0                     | 81.08                    |                          |
| 1110                     | Páratartalom Minimum %   | 62.0                     | 59.0                     | 61.0                     | 66.0                     | 70.0                     | 67.0                     | 67.0                     | 66.0                     | 65.0                     | 66.0                     | 68.0                     | 65.0                     | 65.17                    |                          |

## Domborzata
Kenya domborzatai formáit alacsony síkságok és magasföldek alkotják, amit kettévág a Hasadékvölgy. 
Kenya legalacsonyabb pontja az Indiai-óceánnál van, a legmagasabb az 5199 méteres Kenya-hegy.

### Folyók
A két legnagyobb folyó a Galana és a Tana, de az Ewaso Ng'irón is jelentős áruforgalmat bonyolítanak le.

### Természeti kincsek
Kenya legfontosabb természeti kincsei: 
mészkő (kőzet), szóda, só, drágakövek, folypát, cink, kovaföld, gipsz, vadon élő állatok és vízenergia.

### Földhasználat
Egy 2005-ös adat szerint a földek 8,01%-a művelhető.

### Öntözött területek
1030 km² öntözött (2010-es adat).

## Természeti veszélyek
A legnagyobb veszélyforrás a visszatérő aszály és az időnként heves esőzéseket követő áradások.

### Aktuális kérdések
A legnagyobb problémák, amelyek veszélyeztetik a természeti környezetet: vízszennyezés, városi és ipari hulladék, a vízminőség romlása a megnövekedett növényvédő szerek és műtrágya használat miatt, erdőirtás, talajerózió, elsivatagosodás, valamint orvvadászat.

### Nemzetközi megállapodások
A felek ezekben a témákban kötöttek megállapodásokat: biológiai sokféleség fenntartása, éghajlatváltozás, az elsivatagosodás, veszélyeztetett fajok védelme, a tengeri jog, tengeri szennyezés elleni kampány, a tengeri élőhelyek megőrzése, nukleáris kísérletek tiltása, az ózonréteg védelme, a hajók által okozott szennyezés, vizes élőhelyek védelme, bálnavadászat.

## Szélsőséges pontok
- A legészakibb pont – A Kalukwakerith-hegy.
- A legkeletibb pont – A határ mentén Etiópia és Szomáliánál.
- A legdélibb pont – A tanzániai határnál az óceán mellett.
- A legnyugatibb pont – Névtelen hegyfok Port Victoriánál.

## Fordítás
- Ez a szócikk részben vagy egészben  a   Geography of Kenya című angol Wikipédia-szócikk ezen változatának fordításán alapul.  Az eredeti cikk szerkesztőit annak laptörténete sorolja fel. Ez a jelzés csupán a megfogalmazás eredetét és a szerzői jogokat jelzi, nem szolgál a cikkben szereplő információk forrásmegjelöléseként.
- Ez a szócikk részben vagy egészben  a(z)   География Кении című orosz Wikipédia-szócikk ezen változatának fordításán alapul.  Az eredeti cikk szerkesztőit annak laptörténete sorolja fel. Ez a jelzés csupán a megfogalmazás eredetét és a szerzői jogokat jelzi, nem szolgál a cikkben szereplő információk forrásmegjelöléseként.